# Hellkofen
Hellkofen ist ein Gemeindeteil und eine Gemarkung der Gemeinde Aufhausen im oberpfälzischen Landkreis Regensburg.

## Geographie
Das Kirchdorf Hellkofen liegt zweieinhalb Kilometer nordnordöstlich von Aufhausen beidseits der Kreisstraße R 9 am Gittinger Bach.

## Kultur
Die im Kern romanische Kirche St. Leonhard ist ein gelistetes Baudenkmal und eine Filialkirche der katholischen Pfarrei Riekofen, zu der der Ort Hellkofen seit mindestens 1838 gehört.

## Geschichte
Es gab eine Gemeinde Hellkofen, bestehend aus den beiden Ortsteilen Hellkofen und Triftlfing, die 1870 in Gemeinde Triftlfing umbenannt wurde. Im Zuge der Gebietsreform in Bayern wurde diese Gemeinde aufgelöst und am 1. April 1971 nach Aufhausen eingemeindet.

### Einwohnerentwicklung
| Jahr      | 1838 | 1860 | 1871 | 1875 | 1885 | 1900 | 1916 | 1925 | 1950 | 1961 | 1970 | 1987 |
| --------- | ---- | ---- | ---- | ---- | ---- | ---- | ---- | ---- | ---- | ---- | ---- | ---- |
| Einwohner | 94   | 100  | 134  | 119  | 120  | 146  | 177  | 221  | 367  | 206  | 110  | 76   |